# Пярсіківі
Пя́рсіківі (ест. Pärsikivi küla) — село в Естонії, у волості Пейпсіяере повіту Тартумаа.

## Населення
Чисельність населення на 31 грудня 2011 року становила 7 осіб.

## Історія
До 23 жовтня 2017 року село входило до складу волості Алатсківі.